# 智城垌古城垌遗址
智城垌古城垌遗址，位于中国广西壮族自治区上林县覃排乡爱长村下石检屯智城山，为一个省级文物保护单位，类型为古遗址，为第四批广西壮族自治区文物保护单位，公布时间为1994年7月8日。
智城垌古城垌遗址的历史年代为唐。